# Zbór Kościoła Zielonoświątkowego w Hajnówce

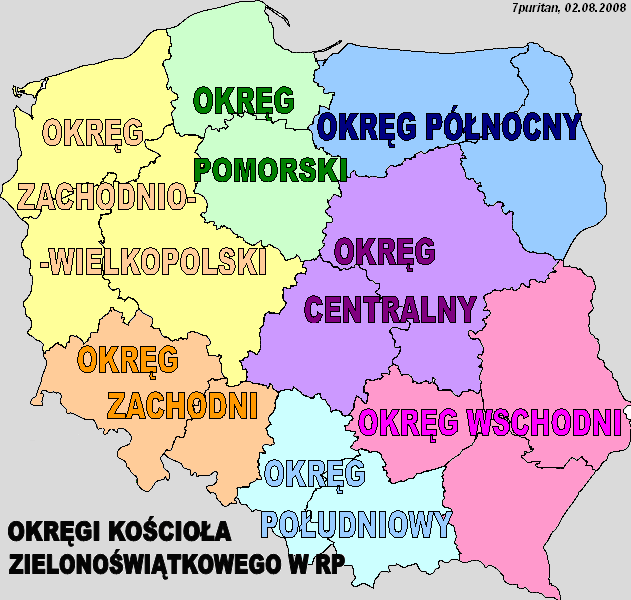
Okręgi Kościoła Zielonoświątkowego.

Zbór Kościoła Zielonoświątkowego w Hajnówce – zbór Kościoła Zielonoświątkowego w RP znajdujący się w Hajnówce, liczy około 200 wyznawców. Od roku 2000 pod względem administracyjnym należy do okręgu północnego Kościoła Zielonoświątkowego w RP. Zbór organizuje i wspiera różnego rodzaju akcje wspomagające lokalną społeczność.

## Historia

### Początki zboru
Początki zboru sięgają roku 1928, kiedy część baptystów odłączyła się od swego zboru i założyła nowy zbór o charakterze zielonoświątkowym. Na łamach baptystycznego pisma „Słowo Prawdy” podawano dwie wersje na temat powstania zboru zielonoświątkowego w Hajnówce. Według jednej z nich odpowiedzialnym był przybyły z Polesia Bondarenko. Według drugiej wersji przybyły z Białowieży w sierpniu 1928 r. Iłarion Sirowoj (później wrócił do baptystów). Prawdopodobnie obaj się do tego przyczynili, jakkolwiek nie sposób ustalić, który z nich odegrał większą rolę. Pierwszym przewodniczącym zboru był Kryształowicz z Grodna. W 1929 roku do zielonoświątkowców przeszedł przewodniczący zboru baptystycznego Grzegorz Łuszczak. W 1935 roku na krótko przybył do Hajnówki Jakub Sielużycki, absolwent instytutu w Gdańsku.
W latach 1941–1944 podczas okupacji niemieckiej działalność zboru została ograniczona, wierni pod naciskiem władz okupacyjnych musieli przystąpić do zboru baptystycznego.

### Lata powojenne
Po wojnie wraz z Grzegorzem Ziemcowem, dotychczasowym przewodniczącym zboru baptystów, ponownie założono własny zbór. W 1949 roku Ziemcow został wyłączony za propagowanie potrzeby umywania nóg podczas Wieczerzy Pańskiej.
W 1946 roku przybył Jakub Sielużycki, repatriant z BSRR, kilkakrotnie wtrącany do aresztu na Białorusi i w Polsce. W Polsce po raz drugi został aresztowany w sierpniu 1948 roku. Po raz trzeci został aresztowany we wrześniu 1950 roku i skazany na więzienie. W więzieniu przesiedział ponad rok i doznał trwałej utraty zdrowia. Po wyjściu na wolność kilkakrotnie zabiegał o wyjazd do Szwecji. Pozwolono mu wyjechać w 1957 roku. Po wyjeździe Sielużyckiego w zborze były problemy z przywództwem aż do roku 1983, kiedy zastępcą pastora został Jerzy Szpilko (od 1984 pastor).
W latach 1947–1948 pracowała w Hajnówce Siri Andersson-Palmestav. Udzielała ona pomoc charytatywną dla ubogich, z ramienia Szwedzkiego Czerwonego Krzyża, a ponadto wspierała miejscowy zbór. 

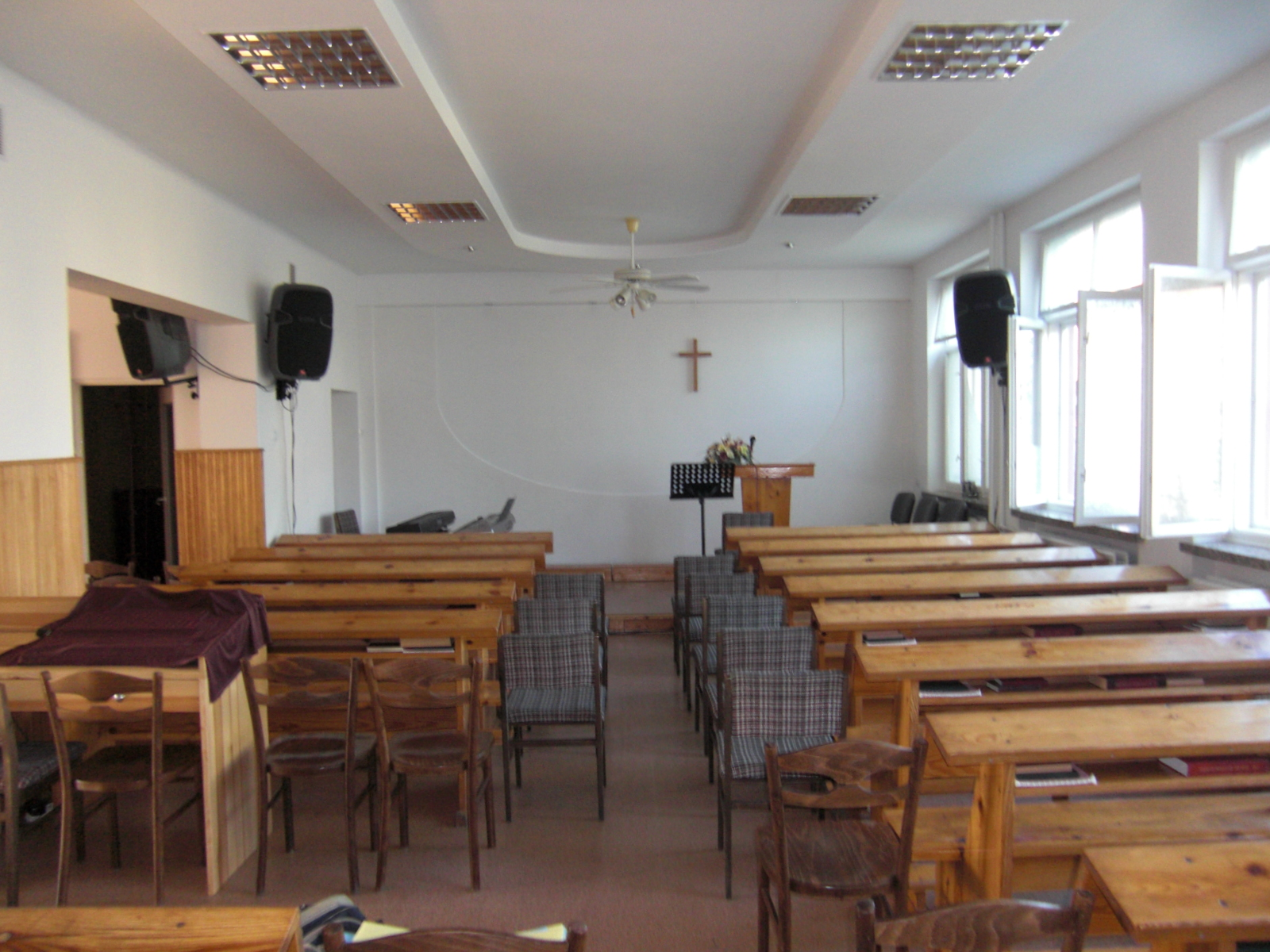
Wnętrze kaplicy

W latach 1953–1988 zbór wchodził w struktury Zjednoczonego Kościoła Ewangelicznego. Według danych służby bezpieczeństwa w 1953 roku zbór liczył 27 wiernych.
W 1964 roku zbór został placówką zboru w Nowosadach, w 1970 roku ponownie się uniezależnił.
Według danych służby bezpieczeństwa w 1981 roku zbór liczył 92 wiernych.

### Budowa kaplicy i dalsza historia

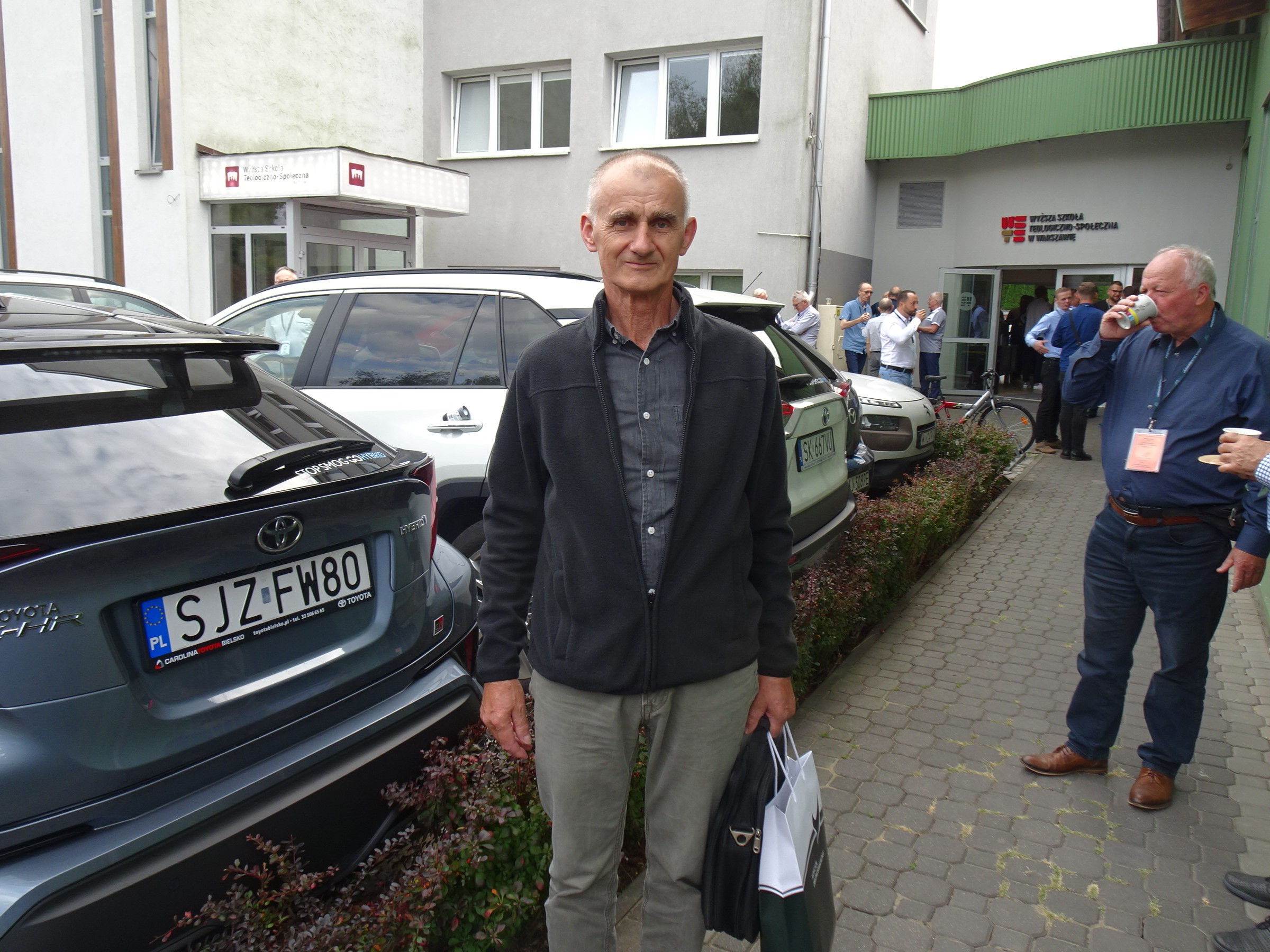
Jerzy Szpilko, pastor zboru w latach 1984-2023.

Zbór długo nie posiadał własnej kaplicy, a jej budowa napotykała na trudności, wynikające w dużym stopniu z utrudnień ze strony władz państwowej, a także ze względu na brak funduszy przez Kościół. Budowę kaplicy rozpoczęto w czerwcu 1976 roku, ale wkrótce przerwano. W grudniu 1980 roku ponownie rozpoczęto budowę kaplicy. Otwarcie kaplicy nastąpiło 7 października 1984 roku. 
W latach 80. nastąpił znaczący rozwój liczebny zboru, w 1990 roku dwie placówki zboru przekształciły się w niezależne zbory: w Bielsku Podlaskim i Białymstoku. W 1988 roku powstał w Hajnówce inny zbór o charakterze zielonoświątkowym należący do Kościoła Bożego w Chrystusie. 
W 1993 roku wraz ze zborem baptystycznym i zborem Kościoła Bożego w Chrystusie uczestniczył w ewangelizacji satelitarnej Billy’ego Grahama, przeprowadzanej z Essen dla całej Europy (ProChrist). Spotkanie odbyło się w „Domu Górnika”. 
Na koniec 2010 roku zbór skupiał 205 wiernych, w tym 145 ochrzczonych członków.
W latach 1984–2023 pastorem był Jerzy Szpilko.

## Kaznodzieje, przełożeni zboru i pastorzy

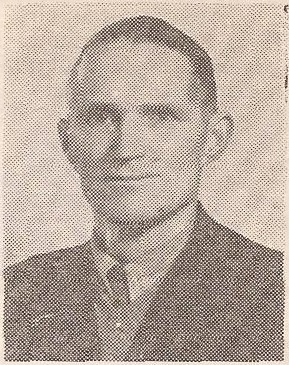
G. Ziemcow (1896-1969)

Kaznodzieje
- Kryształowicz
- Grzegorz Łuszczak
- Jakub Sielużycki (1937-1939)
- Grzegorz Ziemcow (1945–1949)

Przełożeni i pastorzy
- Jakub Sielużycki (1946–1957)
- Jakub Kozak (1957-1964)
- Mateusz Pawłowski (1970-1984)
- Jerzy Szpilko (1984-2023)
- Adam Panfiluk (2023-)